# Кэбот, Мэг
Меггин Патриция Кэбот (англ. Meggin Patricia Cabot; род. 1 февраля 1967, Блумингтон, Индиана, США), более известная как Мэг Кэбот (Meg Cabot) — американская писательница, автор детских и любовных романов, по одному из которых, «Дневники принцессы», студией Уолта Диснея поставлен одноимённый фильм.

## Список произведений
Серия «Дневники принцессы»:
1. Дневники принцессы / The Princess Diaries
2. Принцесса в центре внимания / Princess in Spotlight
3. Влюбленная принцесса / Princess in love
4. Принцесса ждет / Princess in Waiting
5. Принцесса в розовом / Princess in Pink
6. Принцесса на стажировке / Princess in Training
7. Принцесса на вечеринке / Party Princess
8. Принцесса на грани / Princess on The Brink
9. Принцесса Миа / Princess Mia
10. Принцесса навсегда / Forever Princess
11. Королевская свадьба / Royal Wedding
12. Карантинные Дневники принцессы / The Quarantine Princess Diaries [5]

А также:
Серия «Хизер Уэллс»:
1. Я не толстая / Size 12 Is Not Fat
2. Дело не в размере / Size 14 Is Not Fat Either
3. Таблетки для рыжего кота / Big Boned

Серия «Парень»:
1. Просто сосед / The Boy Next Door
2. Парень встретил девушку / Boy Meets Girl
3. Every Boy’s Got One

Серия «Королева сплетен»:
1. Королева сплетен / Queen of Babble
2. Королева сплетен в большом городе / Queen of Babble in the Big City
3. Королева сплетен выходит замуж / Queen of Babble Gets Hitched

Серия «Airhead»
1. Каблук Маноло / Airhead
2. Being Nikki
3. Подиум/Runaway

Серия «Элли Финкл. Правила для девочек.»
1. День переезда / Moving day
2. The New Girl
3. Best Friends and Drama Queens
4. Stage Fright
5. Glitter Girls and the Great Fake Out
6. Blast from the Past

Серия «Медиатор»
1. Мир теней / Shadowland

Другие произведения
1. Отчаянная девчонка / All-American Girl
2. Кумир и поклонницы / Teen Idol
3. Школа Авалон / Avalon high (экранизирован в 2010)

## Патриция Кэбот
Серия «Роулингзы»
1. Пьянящий аромат / WHERE ROSES GROW WILD
2. Портрет моего сердца / PORTRAIT OF MY HEART

Другие произведения
1. Поцелуйте невесту милорд / KISS THE BRIDE
2. Целомудрие и соблазн / EDUCATING CAROLINE
3. Маленький скандал / A LITTLE SCANDAL
4. Эти синие глаза / LADY OF SKYE
5. Непристойное предложение / AN IMPROPER PROPOSAL